# Stepove, Bratske
Stepove (în ucraineană Степове) este un sat în comuna Hrîhorivka din raionul Bratske, regiunea Mîkolaiiv, Ucraina.

## Demografie
Componența lingvistică a localității Șciorsa
     Ucraineană (96,8%)
     Română (3,2%)
Conform recensământului din 2001, majoritatea populației localității Stepove era vorbitoare de ucraineană (96,8%), existând în minoritate și vorbitori de română (3,2%).